# MBK Entertainment
A MBK Entertainment, anteriormente conhecida como Core Contents Media, é uma gravadora sul-coreana pertencente à CJ E&M Music Performance Division.
Em 1 de outubro de 2014, foi anunciado que a Core Contents Media foi adquirida pela MBK Entertainment. MBK é uma abreviatura para Music Beyond Korea.

## Artistas

#### Grupos
| Debut | Nome     | Integrantes                                                        | Líder    | Gênero    | Fandom | Status    |
| ----- | -------- | ------------------------------------------------------------------ | -------- | --------- | ------ | --------- |
| 2013  | Nutaz    | Venimun e Naino                                                    | Venimun  | Masculino | -      | Ativo     |
| 2015  | Highbrow | Jooheon e Hyunggyu                                                 | Jooheon  | Masculino | -      | Ativo     |
| 2015  | DIA      | Eunice, Jueun, Huihyeon, Jenny, Yebin, Chaeyeon, Eunchae e Somyi   | Huihyeon | Feminino  | AID    | Ativo     |
| 2017  | IM       | Hangyul, Giseok, Kijung, Taeeun                                    | -        | Masculino | -      | Pré-debut |
| 2020  | H&D      | Hangyul e Dohyon                                                   | -        | Masculino | -      | Ativo     |
| 2020  | BAE173   | J-Min, Hangyul, Yoojun, Muzin, Junseo, Youngseo, Doha, Bit, Dohyon | Junseo   | Masculino | -      | Ativo     |

#### Subunidades
| Debut | Nome            | Integrantes                               | Líder    | Gênero   | Status |
| ----- | --------------- | ----------------------------------------- | -------- | -------- | ------ |
| 2016  | BinChaenHyunSeu | Eunice, Huihyeon, Yebin, Chaeyeon e Somyi | Huihyeon | Feminino | Ativo  |
| 2016  | L.U.B           | Jueun, Jenny e Eunchae                    | Jenny    | Feminino | Ativo  |

#### Solistas
- Shannon

#### Atores e Atrizes
- Moon Heekyung (2015 – presente)
- Park Sejun (Ex-integtante do Speed e participante do The Unit)[2]
- Kim Minchae
- Yoon Sora
- Kim Minhyung
- Park Sangwon
- Kim Yuhwan ( ex-integrante do Speed)
- Heo Youngjoo (ex-integrante do The SeeYa)
- Oh Yeonkyung (ex-integrante do The SeeYa)
- Baek Daeun (2016 – presente)[3]

#### Trainees
- Kim Hyungkuk (1994)
- Jung Seongchae (1994)[4]
- Oh Seungri (1994; ex-integrante do Speed)[2]
- Jo Yoonhyung (1996; concorrente do Boys24)
- Jung Giseok (1997; concorrente do Boys24)
- Kim Yeongsang (1997)
- Park Sangwon (1997)[4]
- Janey (1998; ex-integrante do GP Basic e ex-concorrente do Unpretty Rapstar 3)[5][6]
- Lee Hangyul (1999), integrante do x1 (produce x 101)
- Kim Dani (1999), ex-concorrente do Produce 101
- Nam Dohyon (2004), integrante do x1 (produce x 101)
- Kim Youngsang (1997), ex-concorrente do (produce x 101)

### Artistas passados
- SG Wannabe (2006 – 2009)
- Seeya (2009 – 2011)
  - Kim Yeonji (2009 – 2011)
  - Lee Boram (2009 – 2016)
- Miss S (2008 – 2011)
- Black Pearl (2007 – 2012)
- Coed School (2010 – 2013)
  - Kangho (2010 – 2011)
- Yangpa (2007 – 2013)
- Davichi (2008 – 2014)
- Gangkiz (2012 – 2014)
  - Hwang Jihyun (2012 – 2013)
  - Kwak Somin (2012 – 2013)
  - Cho Eunbyul (2012 – 2013)
- F-ve Dolls (2011 – 2015)
  - Lee Soomi (2009 – 2012)
  - Heo Chanmi (2010 – 2012)
  - Seo Eunkyo (2011–2015)
  - Oh Yeonkyung (2013 – 2015)
  - Han Nayeon (2013 – 2015)
  - Jin Hyewon (2010 – 2015)
  - Ryu Hyoyoung (2010 – 2016)
- Koh Nayoung (2015)
- Kwang Toh (2014 – 2015)
- Speed (2012 – 2015)
  - Kwangheng (2010 – 2012)
  - Noori (2010 – 2012)
  - Taewoon (2010 – 2015)
  - Taeha (2012 – 2016)
  - Jongkook (2012 – 2016)
  - Choi Sungmin (2010 – 2016)
  - Kim Jungwoo (2010 – 2016)
- The SeeYa (2012 – 2015)
  - Song Minkyung (2012 – 2015)
  - Sung Yoojin (2012 – 2015)
- DIA
  - Cho Seunghee (2013 – 2016)
- T-ara (2009 — 2018)[7]
  - Ryu Hwayoung (2010 – 2012)
  - Areum (2012 – 2013)
  - Boram (2009 – 2017)
  - Soyeon (2009 – 2017)
  - Eunjung (2009 — 2018)
  - Qri (2009 — 2018)
  - Hyomin (2009 — 2018)
  - Jiyeon (2009 — 2018)

#### Atores passados
- Nam Gyuri (2006–2014)
- Noh Min-woo (2010 – 2012)
- Ha Seokjin (??? – 2015)
- Choi Sooeun (2012 – 2015)
- Lee Haein (2012 – 2016)
- Kim Gyuri (2014 – 2016)
- Son Hojun (??? – 2016)
- Kim Gahwa (2012 – 2017)

### Trainees passados notáveis
- Yang Jiwon (Spica)
- Heo Youngji (Kara)

## Filmografia
- Death Bell (2008)
- Death Bell 2: Bloody Camp (2010)